# Neobisium henroti
Neobisium henroti är en spindeldjursart som beskrevs av Beier 1956. Neobisium henroti ingår i släktet Neobisium och familjen helplåtklokrypare. Inga underarter finns listade i Catalogue of Life.